# Sharpiella
Sharpiella là một chi rêu trong họ Hypnaceae.